# Martha Stewart (Schauspielerin)
Martha Ruth Stewart Haworth (* 7. Oktober 1922 in Bardwell, Carlisle County, Kentucky; † 17. Februar 2021) war eine US-amerikanische Sängerin und Schauspielerin.

## Leben
Stewart absolvierte die New Utrecht High School in Brooklyn, New York. Sie begann ihre Karriere als Nachtclub-Sängerin in den 1930er Jahren und trat unter anderem als Chorgirl für Glenn Miller und Claude Thornhill auf.
In den 1940er und 1950er Jahren spielte Martha Stewart in mehreren Hollywood-Produktionen, insbesondere trat sie in Musicals in Erscheinung. Nach ihrem Leinwanddebüt in Doll Face hatte sie ihre erste große Rolle als Lou Lou in I wonder who’s kissing her now für 20th Century Fox. Ihr wahrscheinlich bekanntester Film ist der Noir-Klassiker Ein einsamer Ort von Nicholas Ray, in welchem sie an der Seite von Humphrey Bogart das Mordopfer darstellte. Darüber hinaus war sie in zahlreichen Fernsehshows zu sehen, unter anderem als Co-Moderatorin in Those Two (1952–1953). Daneben trat sie auch weiterhin als Bühnensängerin, unter anderem an der Seite der Blackburn Twins, auf.
Bei einem ihrer Nachtclub-Auftritte lernte Stewart den Entertainer Joe E. Lewis kennen, den sie am 31. März 1946 in Miami heiratete. Die Ehe wurde bereits 1948 aufgrund von Lewis’ Alkoholproblemen wieder geschieden. In The Joker is Wild (1957), einem Film über Lewis’ Leben, wird Stewart von Mitzi Gaynor dargestellt.
Im August 1949 heiratete Martha Stewart in Santa Monica ihren Schauspielerkollegen George O’Hanlon, mit dem sie 1948 in Are You With It gespielt hatte. Die Ehe wurde 1951 ebenfalls geschieden. 1952 heiratete sie David Shelley, mit dem sie bis zu dessen Tod 1982 verheiratet blieb und drei Kinder hatte. Martha Stewart lebte später in Kalifornien, ein zeitweiliger Todesbericht aus dem Jahr 2012 stellte sich als Falschmeldung heraus. Nach Angaben ihrer Tochter starb Martha Stewart im Februar 2021 im Alter von 98 Jahren. Ihr Sohn David Shelley, ein Blues-Rock-Musiker, starb 2015 an Krebs.

## Filmografie
- 1945: Doll Face
- 1946: Johnny Comes Flying Home
- 1947: I Wonder Who’s Kissing Her Now
- 1947: Daisy Kenyon
- 1948: Are You with It?
- 1950: Ein einsamer Ort (In a Lonely Place)
- 1950: Verurteilt (Convicted)
- 1952: Aaron Slick from Punkin Crick
- 1963: Our Man Higgins (Fernsehserie, 1 Folge)
- 1963: Alfred Hitchcock zeigt (The Alfred Hitchcock Hour; Fernsehserie, Folge A Nice Touch)
- 1964: Surf Party
- 1965: Meine drei Söhne (My Three Sons; Fernsehserie, Folge The Glass Sneaker)